# Teneng Mba Jaiteh

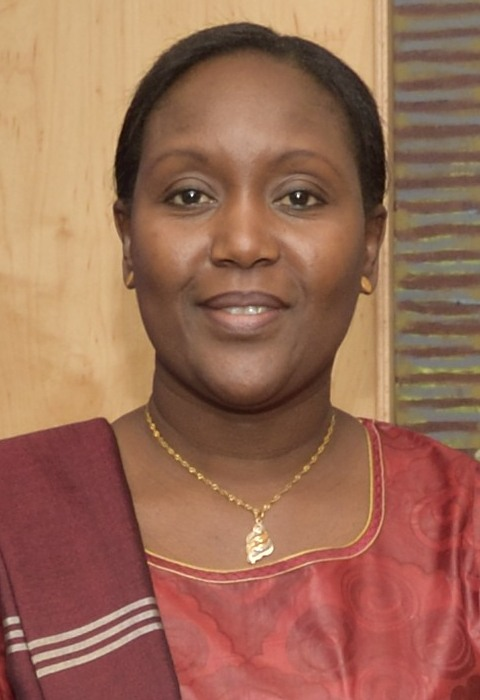
Teneng Mba Jaiteh (2014)

Teneng Mba Jaiteh (geb. 9. Oktober 1963; Schreibvariante: Tenengba Jaiteh oder Teneba Jaiteh) ist eine gambische Politikerin und Diplomatin.

## Leben
Von 1976 bis 1983 besuchte sie die Gambia High School in Banjul. Anschließend studierte sie 1985 bis 1989 Modern History an der University of Sierra Leone. 1993 erlangte sie einen Masterabschluss in Development Studies der London School  of Economics and Political Science.
Ab 1998 arbeitete sie auf verschiedenen Positionen im Ministerium für Finanzen und Wirtschaft.
Jaiteh war 2003 stellvertretende Staatssekretärin im Gambia Department of State for Finance & Economic Affairs und 2008 bis 2009 Generalsekretärin der öffentlichen Verwaltung (englisch Secretary General of the Government and Head of the Civil Service).
Am 29. Mai 2009 wurde Jaiteh von Präsident Yahya Jammeh ins Kabinett als stellvertretende Ministerin für Erdöl und Bergbau (englisch Deputy Minister of Petroleum and Mineral Resources) berufen. Ab Februar 2012 war sie Ministerin für Erdöl, ab Dezember 2012 bis 2014 leitete sie das Ministerium für Energie.
2014 wurde sie als Botschafterin für die Europäische Union nach Brüssel entsandt. In ihren Bereich fielen außerdem die Zuständigkeiten für Deutschland, Polen, Belgien, die Niederlande, Luxemburg, Slowakei, Tschechien, den Internationalen Strafgerichtshof, die Welthandelsorganisation, die OPCW, die Organisation Afrikanischer, Karibischer und Pazifischer Staaten und die Weltzollorganisation. Die Botschaft von Gambia in Brüssel ist auch für die Vertretung Gambias bei der FAO, dem Internationalen Gerichtshof und dem Internationalen Strafgerichtshof für das ehemalige Jugoslawien zuständig.
Im Dezember 2016 war Jaiteh gemeinsam mit zehn weiteren gambischen Botschaftern Unterzeichnerin eines Briefs an den Präsidenten Yahya Jammeh, der das Ergebnis der verlorenen Präsidentschaftswahl vom 1. Dezember nicht akzeptieren wollte. Im Januar 2017 wurden Jaiteh und elf weitere Botschafter entlassen, jedoch im Februar 2017 von Präsident Adama Barrow wieder in ihr Amt eingesetzt.
Am 8. Februar 2023 wurde sie als Botschafterin in Brüssel von Pa Musa Jobarteh abgelöst.
Jaiteh hat drei Kinder.

## Ehrungen
- Den Orden Officer (ORG) erhielt Jaiteh im Mai 2009.[11]